# Zombi (film)
Zombi (ang. Zombies) – amerykański film musicalowy i fantasy z kanonu Disney Channel Original Movies. Premiera filmu odbyła się 16 lutego 2018 roku. Polska premiera filmu odbyła się 26 maja 2018 roku na antenie Disney Channel.
11 lutego 2019 roku potwierdzono produkcję kontynuacji filmu, która miała premierę 14 lutego 2020 roku.

## Fabuła
Film opowiada o losach dwóch zupełnie różnych społecznościach – ludzi i zombie, których ścieżki krzyżują się w pewnym momencie. Uczniowie z Zombietown zostają przeniesieni do liceum Seabrook. Zombie-futbolista Zed (Milo Manheim) i ludzka cheerleaderka Addison (Meg Donnelly) poznają się i zakochują się w sobie. Mimo przeciwności losu, Zed i Addison zamierzają przekonać swoje obie drużyny, że możliwy jest pokój pomiędzy dwiema grupami.

## Obsada
- Milo Manheim – Zed
- Meg Donnelly – Addison
- Trevor Tordjman – Bucky
- Kylee Russell – Eliza
- Carla Jeffery – Bree
- Kingston Foster – Zoey
- James Godfrey – Bonzo
- Naomi Snieckus – pani Lee
- Jonathan Langdon – trener
- Paul Hopkins – Dale
- Marie Ward – Missy
- Tony Nappo – Zevon
- Emilia McCarthy – Lacey
- Mickeey Nguyen – Tracey
- Jasmine Renee Thomas – Stacey

## Wersja polska
W wersji polskiej udział wzięli:
- Zofia Nowakowska – Addison
- Przemysław Wyszyński – Zed Necrodopolis
- Tomasz Olejnik – Bucky
- Julia Łukowiak – Eliza
- Barbara Garstka – Bree
- Szymon Roszak – Trener
- Bartosz Martyna – Bonzo
- Krzysztof Cybiński – Dale
- Agata Pruchniewska – Dyrektor Lee
- Agnieszka Fajlhauer – Missy
- Natalia Srokocz – Lacey
- Antonina Żbikowska – Zoey Necrodopolis
- Maciej Falana – Tracey
- Janusz Zadura – Zevon Necrodopolis
- Wojciech Paszkowski – Komentator meczu
- Aleksandra Zawadzka – Stacey

W pozostałych rolach:
- Maksymilian Bogumił – Komentator zawodów cheerleaderskich
- Jacek Król – Mężczyzna na trybunach
- Joanna Derengowska
- Beata Łuczak
- Anna Sztejner
- Anna Szymańczyk
- Anna Wodzyńska
- Tomasz Błasiak
- Sebastian Perdek
- Łukasz Węgrzynowski

i inni
Reżyseria: Wojciech Paszkowski

Dialogi: Piotr Lenarczyk

Studio: SDI Media Polska

Dźwięk: Łukasz Fober, Sergio Pinilla Vásquez, Elżbieta Pruśniewska, Damian Zubczyński